# Attalus
För namnet på tre pergamenska kungar, se Attalos.
Priscus Attalus var stadsprefekt i Rom och sedan kejsare av Romarriket.
Då visigoterna invaderade Italien under 400-talets första decennium belägrade dess kung, Alarik, Rom vid tre tillfällen. Vid det andra tillfället utropade Alarik I stadens prefekt Attalus till kejsare år 409, samtidigt konverterade Attalus till arianismen. Rikets legitime kejsare var Honorius och han residerade i Ravenna. Trots Honorius hopplösa situation vägrade han och hans rådgivare i sin högfärd att accepetera Alariks moderata krav på några provinser vid en fred. Attalus triumferade i Rom och var ständigt omgiven av visigoterna. Då Alarik blev allt mer övertygad om att Attalus i själva verket var mer till nackdel än fördel på grund av att det irriterade Honorius, avsatte han honom vid en förnedrande ceremoni inför tusentals soldater. Marionetten Attalus bönade och bad om att få stanna i Alariks närhet då han fruktade att han skulle avrättas om han föll i kejsarens händer. 
Attalus begav sig till Gallien där han 414 åter utsågs till kejsare men 415 tillfångatogs han och avsattes.